# James Simpson-Daniel
James David Simpson-Daniel (Stockton-on-Tees, 30 maggio 1982) è un rugbista a 15 britannico, nazionale inglese, in forza come ala - centro al Gloucester, in Guinness Premiership.

## Biografia
Simpson-Daniel iniziò a giocare a rugby durante il periodo scolastico, e rappresentò lo Yorkshire e il Nord-Est Anglia a livello U-18; durante l'ultimo anno delle superiori sfruttò i giorni liberi concessi agli studenti al fine di visitare le sedi universitarie per valutare l'ingaggio in un club di rugby. A 19 anni, nel 2001, firmò un contratto professionistico per il Gloucester, con il quale esordì segnando subito una meta.
Nel 2002 fu chiamato per il torneo di Hong Kong nella selezione dell'Inghilterra VII, dando un contributo notevole con tre mete in finale. Al ritorno in Inghilterra fu schierato in Nazionale per un match non ufficiale contro i Barbarians a Twickenham: era il 26 maggio, 4 giorni prima di compiere i 20 anni.
Nel novembre successivo disputò il suo primo incontro internazionale ufficiale con l'Inghilterra sempre a Twickenham, contro gli All Blacks; una settimana più tardi giunse un altro test match, contro l'Australia. La prima meta giunse nel suo primo incontro del Sei Nazioni giocato da titolare, nel marzo 2003 contro l'Italia. Dopo aver preso parte ai test pre-mondiali, un problema alla schiena lo tenne fuori dalla rosa dei convocati alla Coppa del Mondo 2003 in Australia; una serie di infortuni lo costrinse a giocare poco nel suo club e pochissimo in Nazionale, tanto che rientrò in pianta stabile solo nel Sei Nazioni 2006, in cui segnò la seconda delle sue tre mete in Nazionale, di nuovo contro l'Italia.
All'avvio della stagione 2006/07, tuttavia, dapprima un infortunio alla gamba, poi una frattura al collo giocando con il Gloucester lo tennero fuori dai test internazionali autunnali; ritornò in Nazionale in occasione dei test estivi in Sudafrica del 2007, anche se le sue condizioni fisiche non diedero affidamento a Brian Ashton che lo tenne fuori dai convocati per la successiva Coppa del Mondo in Francia.
Nel corso del Sei Nazioni 2008 per Nazionali “A” Simpson-Daniel è tornato a rappresentare l'Inghilterra. L'incontro è stato contro i pari categoria italiani a Ragusa il 9 febbraio 2008. A seguito della buona prestazione messa in mostra in tale incontro, Ashton ha convocato il giocatore per l'incontro valido per la Calcutta Cup contro la Scozia nella quarta giornata del Sei Nazioni 2008, anche se poi non l'ha utilizzato.

## Palmarès
- Coppe Anglo-Gallesi: 1
Gloucester: 2002-03
- Challenge Cup: 1
Gloucester: 2005-06